# 斯旺 (艾奥瓦州)
斯旺（英語：Swan）是一個位於美國愛荷華州馬里昂縣的城市。

## 地理
斯旺的座標為41°27′59″N 93°18′40″W / 41.46639°N 93.31111°W，而該地的平均海拔高度為237米（即778英尺）。

## 人口
根據2010年美國人口普查的數據，斯旺的面積為1.66平方千米，當中陸地面積為1.66平方千米，而水域面積為0.00平方千米。當地共有人口72人，而人口密度為每平方千米43人。